# Big beat
Le big beat est un genre musical dérivé du breakbeat caractérisé par un mélange de divers autres genres musicaux incluant techno, rock, hip-hop et acid house. Bien que le terme big beat soit peu connu du grand public, ce genre représente pourtant une facette commerciale de la musique électronique, notamment pour son utilisation massive dans les spots publicitaires ou dans les films d'actions à gros budget. Le terme est utilisé depuis le milieu des années 1990 par la presse britannique pour décrire la musique d'artistes et groupes tels que The Prodigy, The Chemical Brothers, The Crystal Method, Cut La Roc, Fatboy Slim, Groove Armada et Propellerheads.

## Histoire
En 1989, Iain Williams du duo électronique Big Bang (en), originaire de Londres, utilise le terme musical de big beat pour décrire leur musique. Williams explique le concept dans une interview aux côtés du journaliste Alex Gerry dans un article publié au magazine londonien Metropolitan (numéro 132, page 9, 6 juin 1989) sous le titre, Big Bang in Clubland. Could Big Beat be the 1989 answer to Acid House ?. Le groupe fait la promotion de leur reprise en version dance de Voulez-Vous du groupe ABBA, et de leur piste instrumentale Cold Nights in Cairo à peine publié par le label Swanyard Records.
Au début de l'année 1990, comme pour de nombreux mouvements musicaux populaires – incluant les scènes rave, hip-hop britannique, chill-out ou ambient, des sous-genres rythmés tels que le trip hop et le breakbeat, en plus du mouvement Britpop émergent – une mise en marche de l'hybridation et d'un goût pour l'éclectisme se développe dans la scène dance britannique . Certains de pourvoyeurs de cette approche incluent The Orb, Depth Charge, Meat Beat Manifesto, Transglobal Underground, et Sabres of Paradise. L'échantillonnage sonore commence à faire partie de la production de la dance et de la fusion des genres adoptée par les disc jockeys, producteurs, et fans. Des labels comme Junior Boy's Own et Heavenly Records démontrent cette approche plus vaste, en faisant paraître une musique orientée breakbeat avec des singles house et techno, présentant des groupes comme The Chemical Brothers (connus sous le nom de The Dust Brothers) et Monkey Mafia en 1994. Norman Cook et Damien Harris adoptent le terme « big beat » utilisé par le label de Harris, Skint Records, et dans les soirées The Big Beat Boutique organisées chaque vendredi au Concorde club de Brighton entre 1995 et 2001. Le club londonien The Sunday Social adopte une philosophie similaire avec les DJs résidents The Chemical Brothers et leur approche éclectique.
La scène big beat commence à décliner en 2001.

## Groupes
- Andy Hunter
- Apollo 440
- The Avalanches
- Bentley Rhythm Ace
- Bomfunk MC's
- Boom Boom Satellites
- The Chemical Brothers
- The Crystal Method
- Death in Vegas
- The Dust Brothers
- Fatboy Slim
- Freestylers
- Fluke
- Groove Armada
- Hexstatic
- David Holmes
- Junkie XL
- Lo Fidelity Allstars
- Lunatic Calm
- Overseer
- Timo Maas
- The Prodigy
- Propellerheads
- The Wiseguys